# 橋本卯太郎
橋本 卯太郎（はしもと うたろう、明治2年3月25日（1869年5月6日） - 昭和13年（1938年）7月7日）は、日本の実業家。大日本麦酒（現・サッポロビール）の常務取締役を務めた。酵母を扱う技師から常務に出世した、明治、大正期における郷土出身の立志伝中の一人である。東京府平民。
厚生大臣、文部大臣などを歴任した橋本龍伍の父。内閣総理大臣を務めた橋本龍太郎、高知県知事を務めた橋本大二郎の祖父。衆議院議員の橋本岳の曾祖父。

## 経歴

### 生い立ち
橋本源三郎の長男として岡山県下道郡秦下村（現総社市秦）の旧家に生まれた。
農民だった卯太郎は、わらじをつくって旅費をかせぎ、明治20年（1887年）、20歳のとき「男子一たび郷関を出づ、功ならずんば二度と郷土にまみえず」と意を決し、東京へ出た。

### 学生時代
東京では苦学力行、新聞配達や牛乳配達で生計を立て、雪をかんで空腹をいやし、新聞のふとんで寒さをしのぐなど、血の滲むような苦労をした。
明治27年（1894年） 東京工業学校（後に東京高等工業学校と改称、現東京工業大学）機械科を卒業した。

### 大日本麦酒
馬越恭平に見込まれ、日本麦酒株式会社に入社する。明治33年（1900年）、醸造業視察のため欧州各国に派遣される（1901年まで）。明治38年（1905年）、麦酒機械購入のため再び欧州へ派遣される（1906年まで）。
明治39年（1906年）、札幌麦酒、大阪麦酒、日本麦酒の3社が合併し、大日本麦酒株式会社が誕生した。卯太郎は引き続き機械課長工務部長に就任する。
大正8年（1919年）に取締役に就任、大正10年（1921年）に常務取締役に就任する。技術重役として大成した。

## 人物像
- 『明治大正人物史』による記述[4]
明治二年三月生る。岡山県人橋本源三郎の長男なり。同三十一年養兄富平方より分れて一家を創立す。幼より沈着誠実、悠々として迫らざる態度は大人の風ありて、その大成を嘱望せらる。長じて東京高等工業学校に学び、二十七年同校機械科を卒業するや、直ちに大日本麦酒株式会社に入る。温厚円満の人格と、機宜に当る手腕とは君をして工務部長に累進、更に常務取締役に挙げしめ、現にその任にありて活躍しつつあり。書画骨董に趣味を有し、閑日月を活動の間に求むるところ奥床しとも云ふ可し。

- 橋本明著『戦後50年・年譜の裏面史 昭和抱擁 -天皇あっての平安-』112頁による記述[2]
現橋本龍太郎首相の祖父卯太郎は農民だった。岡山県吉備郡秦村（現・総社市）が高梁川の氾濫で水没すると上京、新聞配達をしながら苦学して高等工業学校を卒業。馬越恭平日本ビール社長に見込まれ入社した。当時専務をしていた石光真澄が卯太郎の人柄を見抜いて「妹・真都を嫁に…」と望み、二人は馬越の媒酌で結婚する。酵母を扱う技師から常務に出世した卯太郎は8人の子宝に恵まれた。男六人には「宇宙乾坤龍虎」に数字をつけて命名した。

- 元衆議院議員山崎始男による回想[3]
橋本先生のお父様橋本卯太郎氏は、明治、大正期における郷土出身の立志伝中の一人であります。総社市秦の旧家に生まれられましたが、たびたびの高梁川の洪水に見舞われ、家は流され、田畑は荒れ、非常に貧乏なおうちでありました。向学の精神に燃えた宇太郎氏は、わらじをつくって旅費をかせぎ、明治の二十年、ちょうど二十才のとき、男子一たび郷関を出づ、功ならずんば二度と郷土にまみえずと意を決し、東京へ出られたのであります。
以来、苦学力行、新聞を配達したり牛乳を配ったり、雪をかんで空腹をいやし、新聞のふとんで寒さをしのぐなど、まことに血の出るような苦労をされまして、ついに蔵前の東京高等工業学校機械科を卒業されたのであります。卒業の年、あたかも馬越恭平先生がヱビスビールの社長として工場創設の年に当たり入社され、ついに後年技術重役として大成をされたのであります。

- その他、書画骨董に趣味を有す。岡山県吉備郡秦村（現総社市）、東京府豊多摩郡渋谷町景丘（現渋谷区）等に居住した。

## 家族・親族

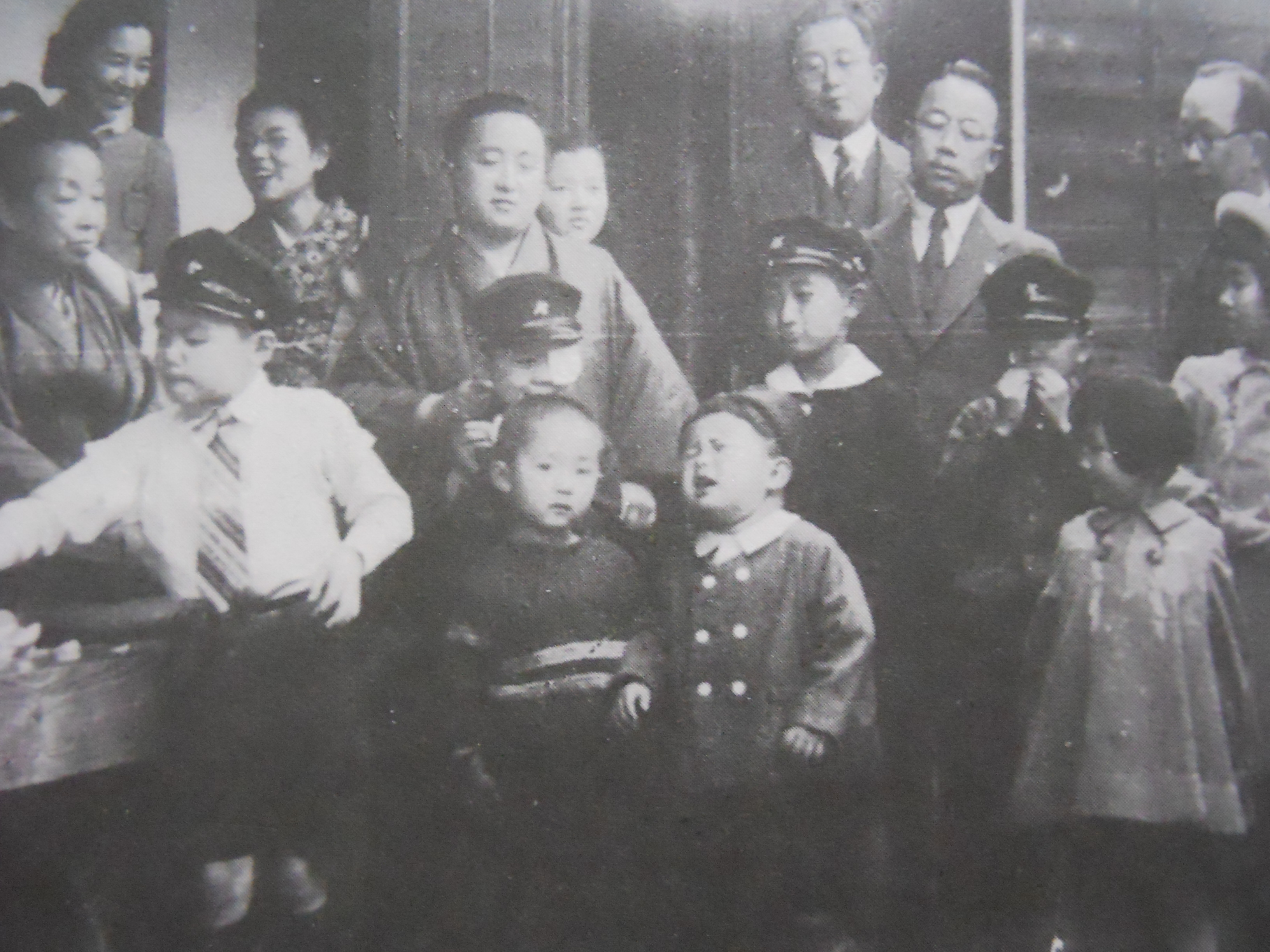
橋本家の人々、昭和16年（1941年）撮影

### 橋本家
（岡山県下道郡秦村（現総社市）、東京府豊多摩郡渋谷町（現東京都渋谷区））
- 父・橋本源三郎（岡山県平民[1]）
- 妻・マツ（熊本県、熊本藩士石光真民の娘、軍人石光真清、陸軍中将石光真臣の妹、陸軍主計総監男爵野田豁通の姪）
石光家は旧藩時代、肥後熊本藩主・細川家に仕えた武家だった。石光家の身分は軽かったが、細川家が肥後入国の時からお供をした家柄であり、代々殿のお側に奉仕していたから特別の取り扱いを受けていた[5]。専務をしていた石光真澄が卯太郎の人柄を見抜いて「妹・真都を嫁に…」と望み、2人は馬越恭平の媒酌で結婚する[2]。酵母を扱う技師から常務に出世した卯太郎は8人の子宝に恵まれた[2]。男6人には「宇宙乾坤龍虎」に数字をつけて命名した[2]。
- 長男・宇一（学者）
同妻・静恵（静岡県、石原宗三郎の長女）
- 二男・宙二（軍人・海軍大佐）
同妻・香子（佐賀県、軍人・陸軍中将大野豊四の長女）
- 三男・乾三（検事）
同妻・千代（大分県、軍人・陸軍中将三好一の長女）
- 四男・坤四郎
- 五男・龍伍（官僚・政治家）
同先妻・春子（埼玉県、官僚・政治家大野緑一郎の長女）
同後妻・正（兵庫県、官僚・政治家若宮貞夫の四女）
- 六男・虎六（学者・東北大学教授）
同妻・松子（岡山県、医師佐々廉平の長女）
- 長女・理家（岡山県、橋本良平の妻）
- 二女・光枝（島根県、天野潔の妻）
- 孫 
龍太郎（政治家・首相）
大二郎（政治家）
明（ジャーナリスト）
宏（官僚）
實（実業家）
敬太郎（学者・山梨大学名誉教授）など
- 曾孫
岳（政治家）